# برنامج علوم التنقلات الجوية

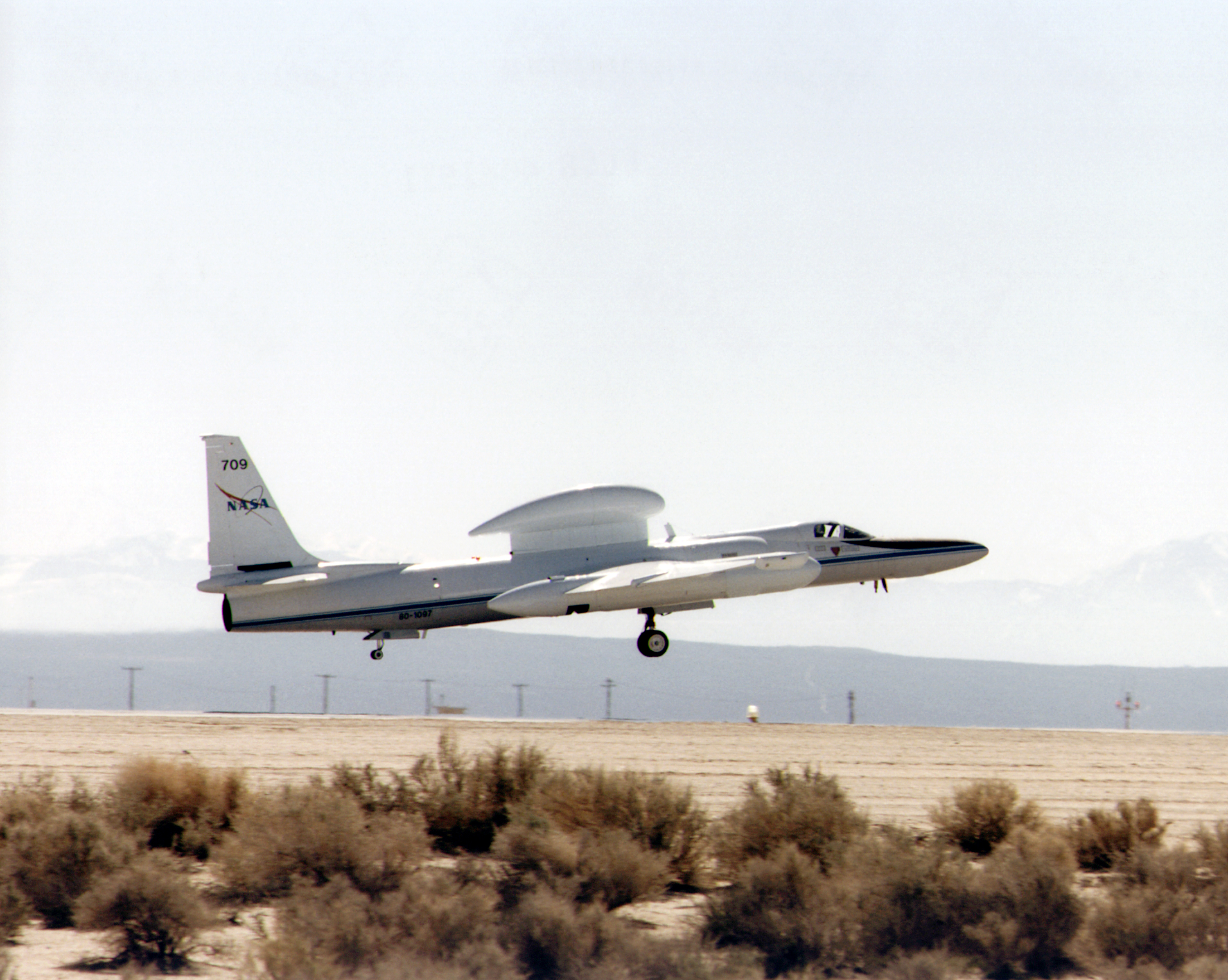
هبوط طائرة لوكهيد يو-2

برنامج علوم التنقلات الجوية يدار برنامج من قبل مركز أبحاث الطيران نيل إيه أرمسترونغ التابع لناسا في إدواردز بولاية كاليفورنيا. ويدعم البرنامج متطلبات الطيران شبه المداري لشركة علوم الأرض التابعة لناسا. تحتفظ درايدن وتدير طائرتين «لوكهيد يو-2» لمحاكاة «الأقمار الصناعية المحاكاة» على ارتفاع عالٍ ودوغلاس دي سي-8 الذي تم تكوينه خصيصاً ليكون بمثابة «مختبر طيران».
وتشمل التخصصات العلمية التي تستخدم هذه الطائرات علوم الأرض وعلم الفلك وكيمياء الغلاف الجوي وعلم المناخ وعلم المحيطات وعلم الآثار والبيئة والغابات والجغرافيا والجيولوجيا والهيدرولوجيا والأرصاد الجوية وعلم البراكين وعلم الأحياء. كما يعتبر جهازا دوغلاس دي سي-8 ولوكهيد يو-2 من الأدوات الهامة لتطوير أجهزة الاستشعار حيث تهدف إلى التحليق على متن أقمار صناعية لرصد الأرض في المستقبل وللتحقق من صحة ومعايرة أجهزة الاستشعار التي تستخدم على متن الأقمار الصناعية التي تدور حول الأرض في الوقت الراهن.

## الوسائط
- مهمة تنقلات سفاري 2000
- تجربة الأوزون بالسويد

## انظر ايضاً
- مركز مراقبة علوم وموارد الأرض